# 畑健二郎
畑 健二郎（はた けんじろう、1975年10月19日 - ）は、日本の男性漫画家。福岡県出生、兵庫県出身。血液型A型。代表作は『ハヤテのごとく!』、『それが声優!』、『トニカクカワイイ』。妻は声優・作家の浅野真澄。

## 略歴
福岡県に生まれ、小学4年生頃に兵庫県芦屋市へ転居。兵庫県立芦屋南高等学校在学中、アニメーターを目指してスタジオジブリの入社試験を受験。もののけ姫のセル着色の実技テストを経て、鈴木敏夫による最終面接を受けたが、不合格となった。
大学受験の勉強はあまりしていなかったが、当時ライトノベルに影響を受けていたことから、小説の試験科目があった大阪芸術大学芸術学部文芸学科に入学。入学後、富士見書房ファンタジア長編小説大賞に2度投稿するも落選。その後、大学に行かずに半年間かけて漫画を仕上げる。
その頃、小学館から『かってに改蔵』のアシスタントの話が入り、大学を中退して上京、第1話から5年間久米田康治のアシスタントとして働く。また時期は不明だが、武内直子のアシスタントをしていたこともある。
2002年、『少年サンデー特別増刊R』（小学館）に「神様にRocket Punch!!」が掲載され、漫画家デビューを果たす。
2004年、『週刊少年サンデー』10号（2月18日号）（小学館）に読切「ハヤテの如く」が掲載されるが、作品中に『こちとら「ときメモファンド」の借金で首も回わらねぇんだ!!!』というセリフがあり、コナミから「ゲームファンド ときめきメモリアルについての記述に事実と異なる不適切な点がある」として抗議を受ける。小学館は『週刊少年サンデー』13号（3月10日号）に謝罪記事を掲載した。畑はこの騒動について、後にTwitter上で「正直、漫画家人生が始まる前に終わったと思いました」と発言しているが、同年45号より、読切から設定を引き継いだ『ハヤテのごとく!』の連載を開始、2017年20号まで連載された。
2007年、『ハヤテのごとく!』がテレビアニメ化された。2009年春には、テレビアニメ第2期が放送され、2011年に劇場アニメが公開。2012年秋には、劇場版の要素を取り入れた、第1・2期とは違ったテレビアニメ第3作が放送された。2013年春には、テレビアニメ第4作が放送された。
また、2011年冬に、同人サークル「はじめまして。」を立ち上げ、声優あるあるを題材にした同人誌『それが声優!』を制作（声優の浅野真澄がネーム原作を担当）。年2回開催されているコミックマーケットで毎回新作を発表しており、2015年夏にはテレビアニメ化された。公式ブログでは毎週『それが声優』の4コマ漫画の更新をしている。
2015年秋には『アド アストラ ペル アスペラ』を月イチで連載開始。
2018年2月、かつて共に『それが声優!』を執筆していた声優の浅野真澄との結婚を自身のTwitterにて発表。ちなみに、畑にとっては初婚ではなく再婚であることを明かしている。
浅野との結婚発表と同月、夫婦を題材とした『トニカクカワイイ』を連載開始。2020年10月よりアニメ化された。『トニカクカワイイ』アニメ第2期では、オープニングの絵コンテも担当した。

## 作風
執筆する漫画作品は、そのほとんどが同一世界（もしくは類似する平行世界）上の出来事としてストーリーが組まれており、『ODORU LEGENDシリーズ』のような自筆他作品間のハイパーリンクが各所に仕込まれている。一見サブキャラに見えるキャラクターにも重厚な裏設定として「そのキャラクターを主人公とした別漫画」が用意されている場合がある。畑は、『ハヤテのごとく!』51巻にて「この作者の漫画はスターシステムが導入されている」と書いているが、正確にはシェアード・ワールドと言える。
師匠である久米田と同じく、「ギャグは身近な人がボケた方がおもしろい」を信条とし、アニメなどのサブカルチャーを基としたマニアックなネタを多く取り入れている。また読者に対するサービス精神も旺盛で、単行本ではオマケページをかなり充実させている。
『ハヤテのごとく!』のキャラクターの一人として、女装した主人公「綾崎ハーマイオニー」を誕生させたが、これは尊敬する漫画家が言った「まんが家は読者がひくくらいの事をしなくてはダメだ」という言葉に従った結果誕生したと述べていたが、アシスタント時代に坪内地丹の女装シーンを見て、自分が連載を持ったらこのアイデアを使おうと思ったのがきっかけ、と後年述べている。

## 作品リスト
- 神様にRocket Punch!!（2002年11月増刊号、少年サンデー特別増刊R） - 『畑健二郎初期作品集 ハヤテのごとく!の前』（2010年8月18日発売。ISBN 978-4-09-122513-9）に収録。
- 電神ソフィア（2003年2月号、少年サンデー超増刊）
- 海の勇者ライフセイバーズ（2003年7 - 11月号、少年サンデー超増刊） - 『畑健二郎初期作品集 ハヤテのごとく!の前』に収録。
- ハヤテの如く（2004年10号、週刊少年サンデー） - 『少年サンデー公式ガイド ハヤテのごとく!』に収録[注 3]。
- ハヤテのごとく![21]（2004年45号 - 2017年20号、週刊少年サンデー）
- げんしけん 第9巻 特装版 別冊付録 漫画寄贈（2006年）
- それが声優!（2011年 -2017年、作画担当、原作：あさのますみ、同人誌）
- アド アストラ ペル アスペラ（2015年40号 -、週刊少年サンデー）※月一回連載だが、現在連載休止中である。
- トニカクカワイイ（2018年12号 -、週刊少年サンデー）

### イラスト
- 俗・さよなら絶望先生（第5話エンドカード）（久米田康治原作、新房昭之監督、2008年）
- らき☆すたコミックアラカルト 〜ラッキーすぱいらる〜（巻頭カラーイラスト）（2008年）

## 出演
- 懺・さよなら絶望先生（2009年、新房昭之監督、第5話、畑さん役）
- 【懺・】さよなら絶望先生 番外地（2010年、新房昭之監督、下巻、畑さん役）
- かってに改蔵（2011年、新房昭之監督、上巻、アシスタントH役）
- A&G 超RADIO SHOW〜アニスパ!〜（256回、300回）
- 歩道・車道バラエティ 道との遭遇（2022年12月20日・2023年10月18日、CBCテレビ）

## 関連人物

### 漫画関係者
久米田康治
師匠。『かってに改蔵』には第1話からアシスタントとして参加し、作中のオタクネタや虎馬ウォーカー（読者投稿ページ）を担当。作中に登場するアキハバラマップの作成に多大な貢献をした。
久米田が『週刊少年マガジン』に移籍した以降も交流は続いている。弟弟子である前田君からは「久米田先生と畑さんの関係にはとてもなれない」と言われるほど師弟仲は良く、「まんが家BACKSTAGE」でもそれが窺える。ただし久米田が講談社漫画賞を受賞した際、サイン会などによる多忙で、授賞式や二次会（生前葬）に出席することができなかった。
また、「井上麻里奈さんに言われたから」という理由で、約1年ぶりに久米田に連絡をとった。畑は久米田を訪問しようとしたが、原稿の締め切りに追われていた久米田から門前払いを食らってしまった、という逸話もある。また、ハヤテのごとくが連載終了した20号では皮肉ともとれるコメントがされているが仲は至って良好である。
前田君
『かってに改蔵』時代のアシスタント仲間で、畑にとっては弟弟子に当たる。
高田康太郎
元アシスタント。『ゲッサン』で『ハレルヤオーバードライブ!』を連載。
後藤隼平
元アシスタント。『クラブサンデー』で『銀塩少年』を連載。
黒飛ただし（高橋忠志）
元アシスタント。『週刊少年サンデーS』で『アレ!アレ!アレ!』を連載。その後は『別冊少年チャンピオン』にて活動している。
森多ヒロ
元アシスタント。作中の同人誌の作画を担当したこともある。『週刊少年サンデー』で『キリヲテリブレ』、『月刊コロコロコミック』で『ベイブレードバースト』を連載。
大柿ロクロウ
元アシスタント。『週刊少年サンデーS』で『THE UNLIMITED 兵部京介』（原作：椎名高志）を、『週刊少年サンデー』で『シノビノ』を連載。

### 家族
畑律子
母親。茶道家であり、筆字に長けている。『ハヤテのごとく!』単行本では毎巻オマケコーナーの題字を書いている。テレビアニメ第1期では、各話のサブタイトルの後ろに書かれている題字・第5話以降の｢次回予告｣の題字・｢執事通信｣の題字を担当した（英語版でも同様に“RITSUKO HATA（MOTHER）”名義で書いている）。単行本第32巻からのロゴデザインも手がけている。
畑信太郎
兄。セガ（ソニックチーム）のゲーム『ファンタシースターオンライン』、『ファンタシースターユニバース』でプランナーを務めた後、2008年にHINATA株式会社へ転職。『星のドラゴンクエスト』のディレクターをリリース開始から2021年3月まで担当。現在同社の取締役を務めている。
浅野真澄
妻。声優。彼女の出演しているラジオは『.hack//Radio 綾子・真澄のすみすみナイト』から聴いているとのこと（アニスパ300回放送での発言）。

## エピソード
- 現在に至るまで、漫画賞の受賞歴はない[30]。
- 現在の居住地は東京都内としか明かされていないが、仕事場は東京都練馬区に構えている[要出典]。
- 『週刊少年サンデー』公式サイト内の「まんが家BACKSTAGE」をハヤテのごとくが連載終了するまで毎週更新し続けていた[注 5]。
- アシスタント時代、「Az」というPNで同人活動を行なっていた。『機動戦艦ナデシコ』の同人誌は2,500部を売り上げた。[要出典]
- かつてメガネをかけていたが、2008年末にレーシック手術を受けて視力が回復したため、現在はメガネをかけていない。[要出典]
- 声優・林原めぐみのファンであり、ラジオ『林原めぐみのHeartful Station』を第1回放送を含めて自身が東京に出るまでのほぼ全ての回を録音してあるほどであった[31]。そうしたことから、作品中でも関連した小ネタを用いることが多い。例としては『ハヤテのごとく！』でヒロインの三千院ナギがカラオケで歌った唄が同ラジオのテーマソング「虹色のSneaker」であり[注 6]、その背景には「七色の声を持つ…声優さんの姿が!!」とされる人が『七つ海のレミ』（『七つの海のティコ』+『家なき子レミ』。共に林原が出演している世界名作劇場作品）という台本を持っている描写がある（第5巻第7話）。あるいはサブタイトル（第5巻第9話『RAGING WAVES』、第6巻第8話『黄昏よりも暗き者 血の流れよりも赤くしてやる』、第9巻第3話『SUCCESSFUL MISSION』、他）など。また師匠の久米田康治も『かってに改蔵』の中で、そのことをネタにしたことがある（第22巻第10話）。
- 2006年1月15日に大阪ドームで開催された第23回次世代ワールドホビーフェア以降、第29回までの同イベントにて毎回サイン会を行なっていた（全て応募ハガキによる抽選）[注 7]。[要出典]
- 『ハヤテのごとく!』の主人公・綾崎ハヤテの不憫な設定は、畑自身が「（子供の頃から）『世界名作劇場』が好きすぎであったため」と同作コミックス[要ページ番号]やインタビュー等でコメントしている（特に『トラップ一家物語』が好きらしい）。
- 高校時代にはアニメイト三宮店に通い詰めており[要出典]、その縁もあって後に三宮店から『ハヤテ』単行本第14巻のアニメイト特典イラストカードのリクエストを貰っている。
- 本人が『ハヤテのごとく!』内で一番好きなキャラはアニメ版全話に出てくる人物らしい（サンデー王国のサイン会のトークショーにて発言[出典無効]）[要出典]。
- 普段は声優のラジオを聴きながら仕事をしていることが、白石涼子を通して明かされている[要出典]。また、浅野真澄によれば、文化放送の番組『A&G 超RADIO SHOW〜アニスパ!〜』のリスナーでもあり、同番組のジングルを『ハヤテのごとく!』のサブタイトル（コミックス第16巻の第8話）に用いたり、また、第256回（2009年2月21日）では成り行きから冒頭のみ出演した。
- 『ハヤテのごとく!』のアニメ第1期第10話のOP曲冒頭では、自身も声優として参加しており、さらに『懺・さよなら絶望先生』第5話においても声優として本人役で参加している。
- お笑い芸人のチョップリンとは中学校の同級生[32]。